# Hayashi Chushiro
Hayashi Chushiro (林 忠四郎 Hayashi Chūshirō) eller med västerländsk namnföljd Chushiro Hayashi, född 25 juli 1920 i Kyōto, död 28 februari 2010, var en japansk astrofysiker som numera är mest känd för det efter honom uppkallade Hayashispåret.
Hayashi fick sin grundexamen i fysik 1942 vid Tokyos universitet. Efter fortsatta studier i Tokyo blev han 1945 medarbetare i Yukawa Hidekis forskargrupp vid Kyotos universitet och året därpå assistent vid avdelningen för rymdfysik. Efter att 1949 blivit utnämnd till biträdande professor vid tekniska fakulteten vid Naniwa-universitetet i Osaka återvände han 1954 till Kyōto som biträdande professor, där han blev föreståndare för den naturvetenskapliga fakulteten år 1977.
1950 förde han ett viktigt bidrag till Big Bangteorin, genom att påvisa att den av Ralph Alpher, Hans Bethe och George Gamow föreslagna modellen (Alpher-Bethe-Gamow-artikeln) om bildningen av elektron–positron-par måste kompletteras.
Hayashi utvecklade den första modellen kring unga stjärnor i vardande, i skedet strax innan de har nått huvudserien i Hertzsprung-Russell-diagramet, det så kallade Hayashi-spåret.

## Utmärkelser
- 1970 Eddington-medaljen
- 1995 Kyoto-priset
- 2004 Bruce-medaljen

## Eftermäle
Asteroiden 12141 Chushayashi är uppkallad efter honom.

## Eponymer
- Hayashispåret
- Hayashigränsen